# Bieringen (Schöntal)
Bieringen ist ein Ortsteil der Gemeinde Schöntal im Hohenlohekreis an der Jagst.

## Geschichte

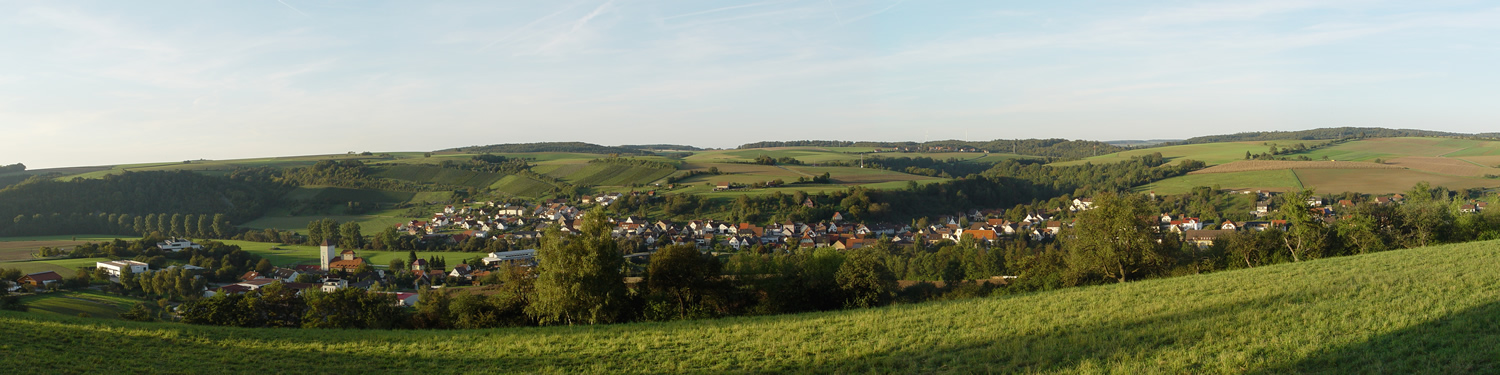
Panorama von Bieringen im Spätsommer 2006

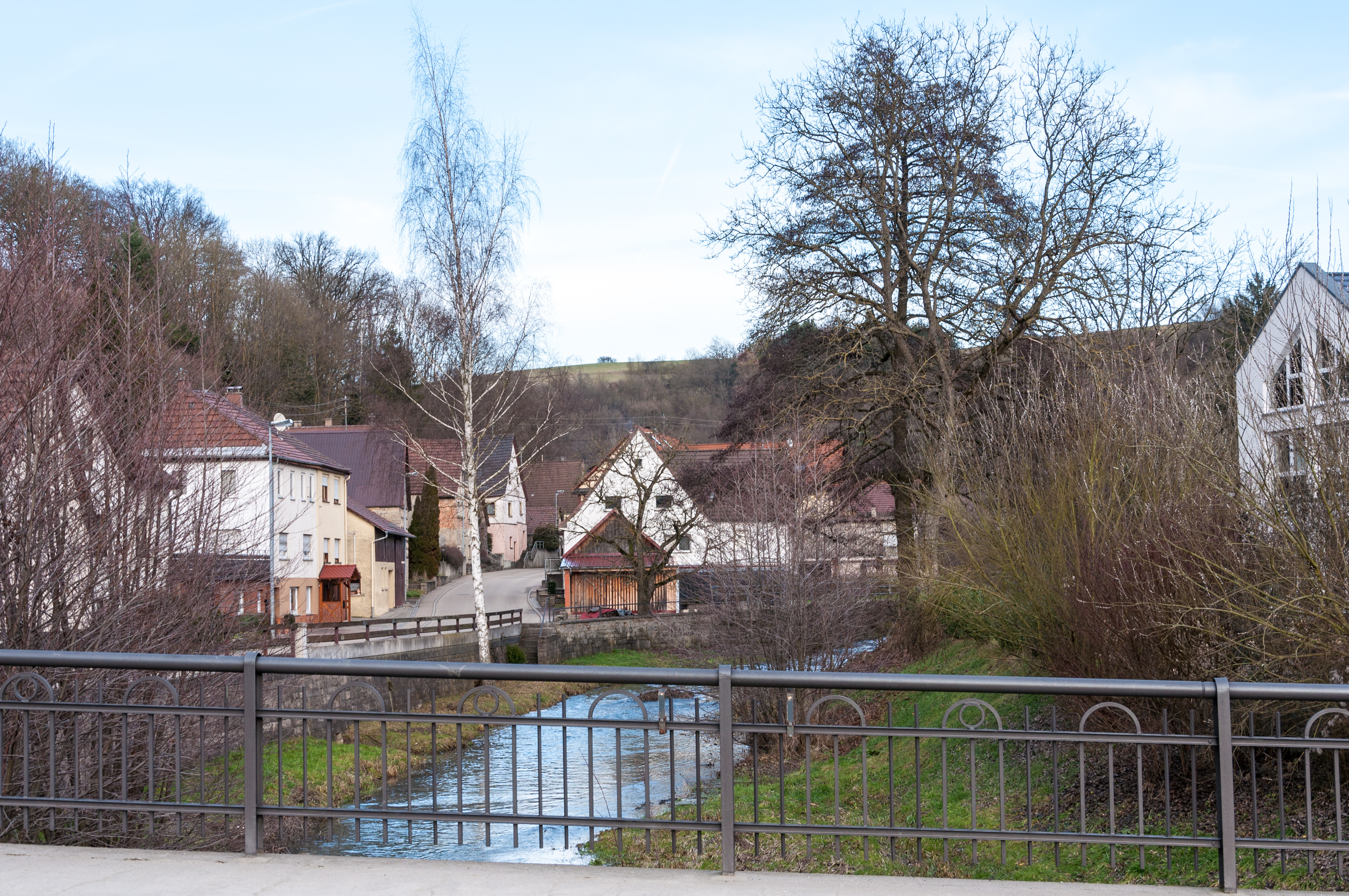
Der Erlenbach in Bieringen (Dezember 2012)

Der Ort wurde erstmals am 23. Februar 800 anlässlich einer Schenkung an das Kloster Lorsch urkundlich im Lorscher Codex erwähnt.  Bis zum Hochmittelalter gehörte der Ort als Lehen zeitweise auch zum Hochstift der Bischöfe von Würzburg und der Kurfürsten von Mainz. Danach ist ein Besitz des Herrn von Aschhausen und anderer Ritter laut Urkunden und Chroniken mehr als wahrscheinlich. Kaiser Sigismund erteilte 1434 die Erlaubnis zur Einrichtung eines eigenen Gerichts in Bieringen. 1631 ging Bieringen dann von Veit Gottfried von Wernau in den Besitz des Klosters Schöntal über. Abt Angelus von Schöntal erbaute 1736 das Lustschloss, welches heute als katholisches Pfarrhaus genutzt wird. Nach der Aufhebung von Kloster Schöntal kam Bieringen 1803 an Württemberg. Nach der Errichtung des Königreichs Württemberg gehörte der Ort bis 1810 zum Oberamt Schöntal, dann bis 1811 zum Oberamt Öhringen und schließlich zum Oberamt Künzelsau, welches 1938 in den gleichnamigen Landkreis überführt wurde.
1939 wurden 821 Einwohner gezählt, Ende 1945 waren es 970. Der Zweite Weltkrieg erreichte das Dorf an der Jagst im Frühjahr 1945. Abziehende deutsche Truppen zerstörten am Ostersonntag 1945 die Brücke über die Jagst. Bei Gefechten mit den anrückenden amerikanischen Truppen schlugen mehrere Granaten im Dorf ein. Der Widerstand verbliebener deutscher Truppen wurde am 7. April gebrochen. Bereits am 9. April wurde die zerstörte Brücke wieder durch amerikanische Pioniere behelfsmäßig repariert.
1966 wurde eine Partnerschaft mit dem gleichnamigen Ort Bieringen (Rottenburg) am Neckar ins Leben gerufen. Im Rahmen der Gemeindereform schloss sich Bieringen zum 1. März 1972 mit sieben weiteren Ortschaften zur Gemeinde Schöntal zusammen.
Bieringen litt besonders unter dem Hochwasser im Winter 1993, als Teile des Ortes durch den Erlenbach weggespült und überflutet wurden.

## Geographie
Geprägt wird der Ort durch seine Lage im Flusstal der Jagst an der Mündung des Erlenbachs. An den Hängen erfolgt Weinbau. Angepflanzt wird z. B. Schwarzriesling und Müller-Thurgau. Auf den angrenzenden Höhenlagen und an den Flussufern wird Landwirtschaft betrieben.

### Klima

Niederschlagsdiagramm

Der Jahresniederschlag liegt mit 780 mm im mittleren Drittel der in Deutschland erfassten Werte.

## Wirtschaft
Hauptarbeitgeber ist die Firma Ziehl-Abegg, die im Erlenbachtal ein Werk unterhält. Daneben haben sich noch kleinere Firmen der metallverarbeitenden Industrie und des Handwerks angesiedelt.

### Verkehr
Bieringen liegt an der Jagsttalstraße L 1025, von der hier die L 1046 nach Oberkessach, die K 2323 nach Aschhausen und die K 2377 nach Forchtenberg abzweigen. Über die L 1046 ist die nordwestlich von Oberkessach gelegene Anschlussstelle Osterburken der A 81 erreichbar.
Die schmalspurige Jagsttalbahn bot bis 1988 Anschluss an das Schienennetz. 

## Bauwerke

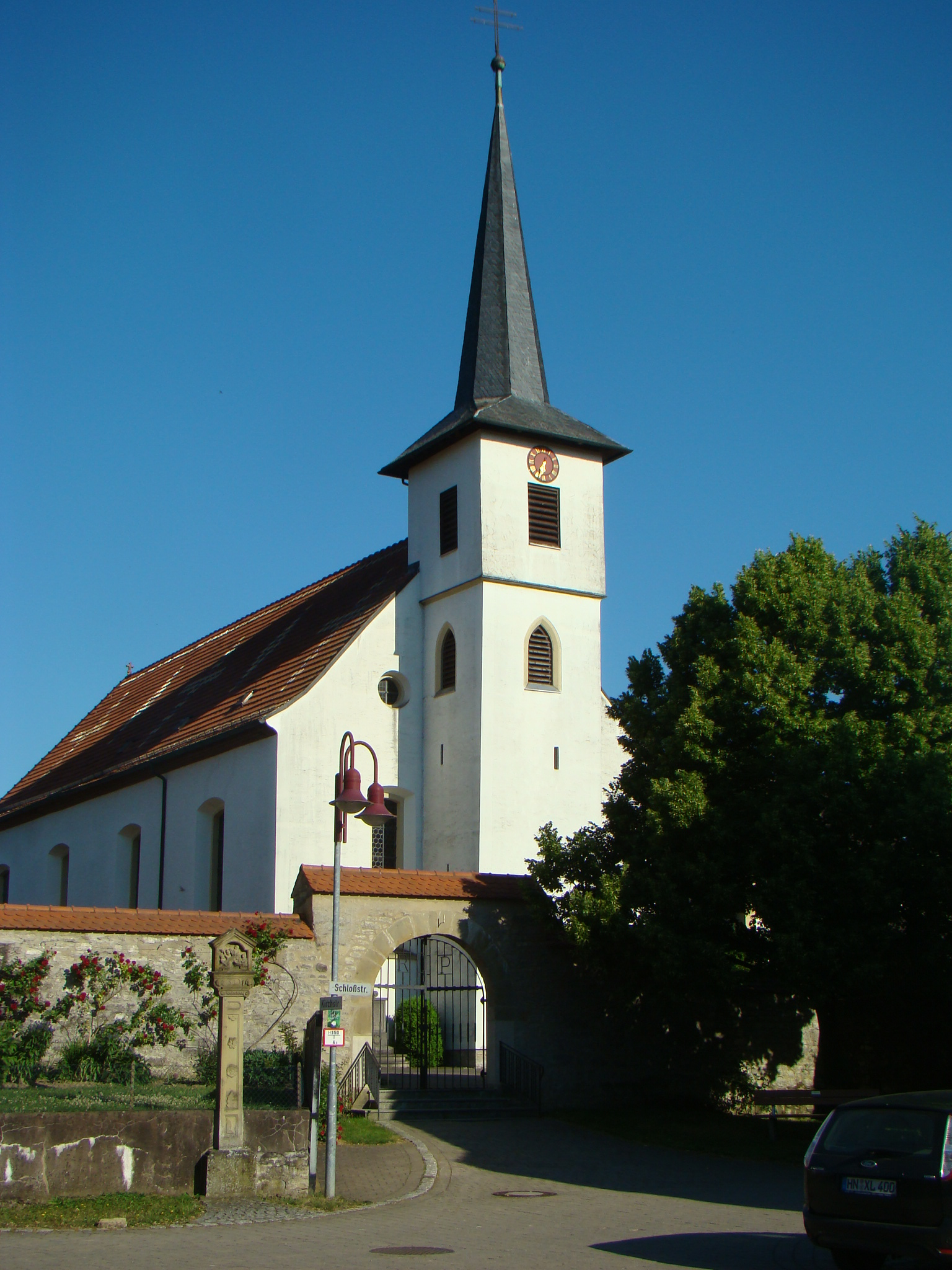
St. Kilian

- Das Wasserschloss Bieringen, in seiner heutigen Erscheinung im 18. Jahrhundert errichtet, wird heute als Pfarrhaus genutzt
- Kirche St. Kilian (erbaut 1722) mit barockem Innenausbau
- Der Ort beherbergt die Max-Eyth-Hauptschule für die Gemeinde Schöntal und eine eigene Grundschule.

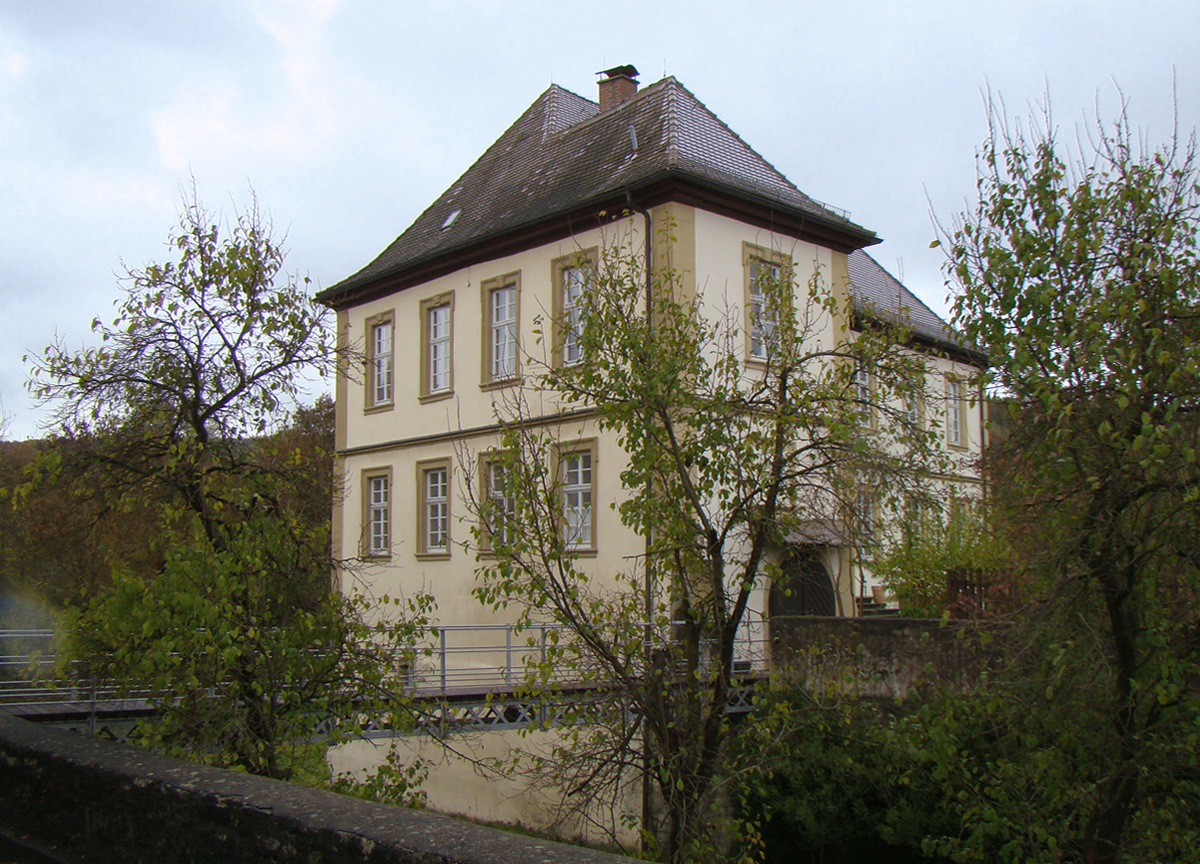
Pfarrhaus
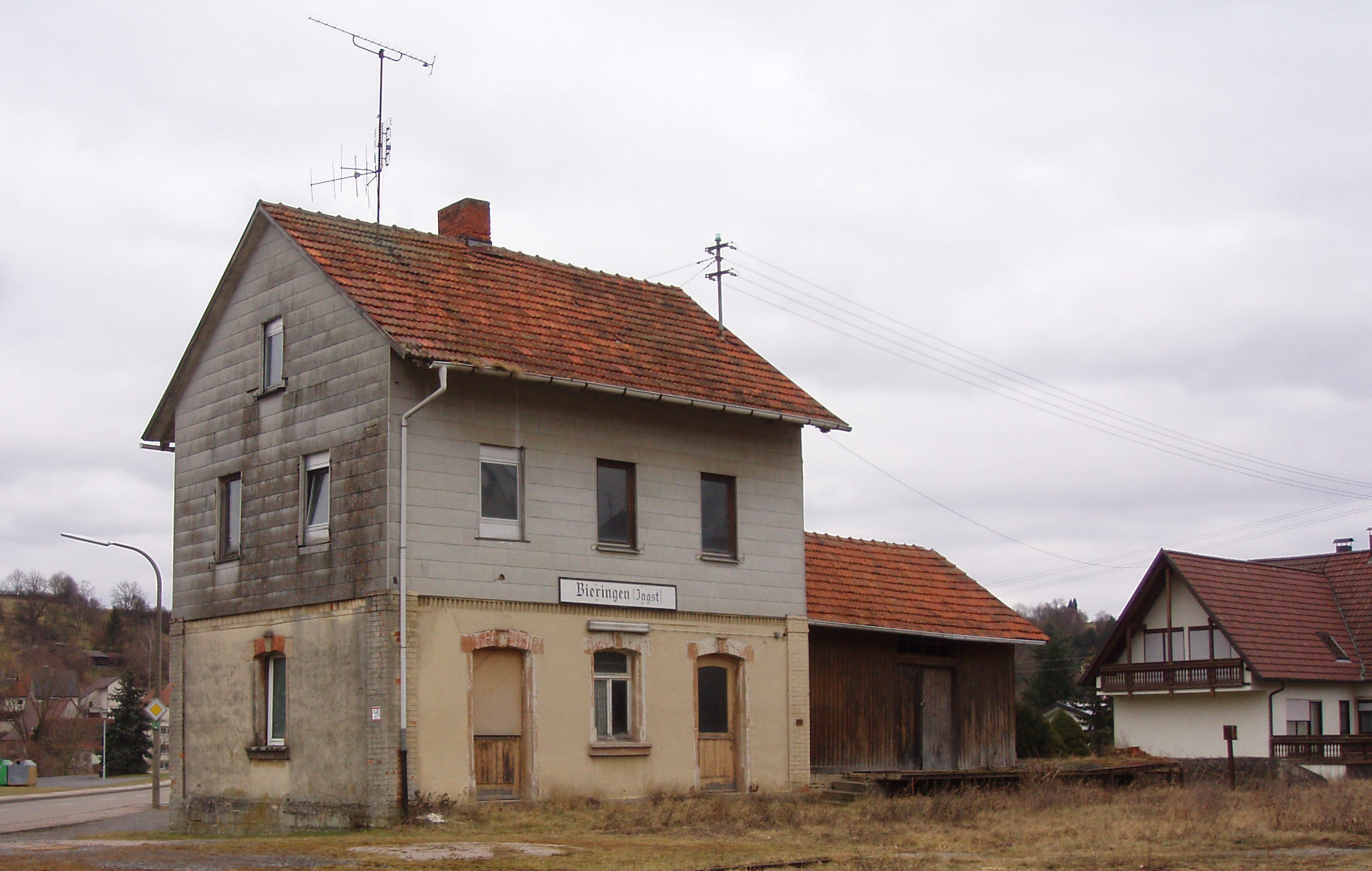
Ehemaliger Bahnhof Bieringen

## Gruppen und Vereine
- DJK/TSV Bieringen

Der Sportverein wurde im Jahre 1921 gegründet. Der Fußball steht seit der Gründung im Mittelpunkt. Daneben gibt es noch eine Tischtennisabteilung. Dem Ort verhalf aber die Jazz-Tanz-Gruppe des Vereins zu überregionaler Bekanntheit. High Tension wurde dreimal deutscher Jugendmeister und zweimal deutscher Meister bei den Erwachsenen. Die Gruppe beendete ihre sportliche Laufbahn 2007.
- Musikkapelle Bieringen

Im Jahr 1925 wurde die Musikkapelle Bieringen gegründet. Erst 1989 wurde die Kapelle in einen Verein überführt. Schwerpunkt ist die traditionelle Blasmusik. Das Repertoire reicht von Polka, Marschmusik, Walzer, Swing bis Popmusik.
- Hütte Bieringen

Ein Jugendtreff in den Weinbergen von Bieringen, gegründet im Jahr 2011.